# Eridanos (geologie)

Het stroomgebied van de Eridanos, geprojecteerd op het huidige Europese continent

De Eridanos of Baltische Rivier is een voormalige rivier die voornamelijk moet hebben gestroomd door wat nu de Oostzee is.
Deze rivier had tijdens het Bavel Interglaciaal (ongeveer 1 miljoen jaar geleden) haar grootste lengte. Zij was toen 2700 kilometer lang. Ze ontsprong in Lapland en haar delta werd gevormd door bijna de hele Noordwest Europese laagvlakte tot aan de huidige Noordzee. Het stroomgebied tijdens haar grootste uitbreiding wordt geschat op ongeveer 1 miljoen km². Qua omvang moet zij toen half zo groot zijn geweest als de Amazone nu.
De Eridanos ontstond 40 miljoen jaar geleden. Twaalf miljoen jaar geleden bereikte de rivier het Noordzeebekken en bouwde daar met haar sedimenten een reusachtige delta. 
De sedimenten van dit riviersysteem in de Nederlandse ondergrond zijn ondergebracht in de lithostratigrafische formaties van Peize en Appelscha. Deze eenheden hebben een ouderdom van Reuverien tot en met het Vroeg Cromerien. De vergletsjeringen van Scandinavië tijdens de verschillende glacialen hebben de gebieden waar het stroomgebied van de rivier lag zodanig gewijzigd dat de rivier ophield te bestaan. De eerste grote glaciatie die in dit verband belangrijk is, was het Menapien. De Hattem Lagen zijn tijdens deze periode afgezet. Deze lagen komen voor in de top van de Formatie van Peize en bevatten voor het eerst Scandinavische zwerfstenen. Deze zijn waarschijnlijk met de rivier op ijsschotsen naar de Lage Landen meegevoerd. Na de Hattemlagen neemt de sedimentatie geleidelijk af. Ongeveer 700 ka geleden, tijdens het eerste glaciaal in het Cromerien stopt de sedimentatie van Oostelijke zanden in Nederland. De rivier heeft dan opgehouden te bestaan.
De naam "Eridanos" is afkomstig van de Oude Grieken, die de naam gebruikten voor een Noord-Europese barnsteenrijke rivier, de Eridanos.